# Kyprínos
Kyprínos är en ort i Grekland.   Den ligger i prefekturen Nomós Évrou och regionen Östra Makedonien och Thrakien, i den nordöstra delen av landet, 500 km nordost om huvudstaden Aten. Kyprínos ligger 69 meter över havet och antalet invånare är 1 095.
Terrängen runt Kyprínos är platt åt sydost, men åt nordväst är den kuperad. Runt Kyprínos är det ganska glesbefolkat, med 25 invånare per kvadratkilometer. Närmaste större samhälle är Rízia, 17,4 km öster om Kyprínos. Trakten runt Kyprínos består till största delen av jordbruksmark.